# Domvogt
Il Domvogt (traducibile in balivo della cattedrale) era l'amministratore dei beni del capitolo della cattedrale e, come tale, aveva libero accesso ai possedimenti della diocesi.
In passato, i figli delle famiglie nobili venivano nominati spesso e volentieri Domvogt, perché erano ritenuti generalmente molto fidati.
Importante per lo sviluppo del Sacro Romano Impero della Nazione Germanica fino alla secolarizzazione fu il capitolo della cattedrale di Ratisbona, i cui Domvogte ed i loro discendenti si spostarono anche verso nord. Ad esempio, Federico I di Schwarzenburg, discendente del Domvogt Federico I di Ratisbona, fu coinvolto nell'espansione del ducato di Vestfalia come arcivescovo di Colonia.